# Pölkenstraße 33 (Quedlinburg)

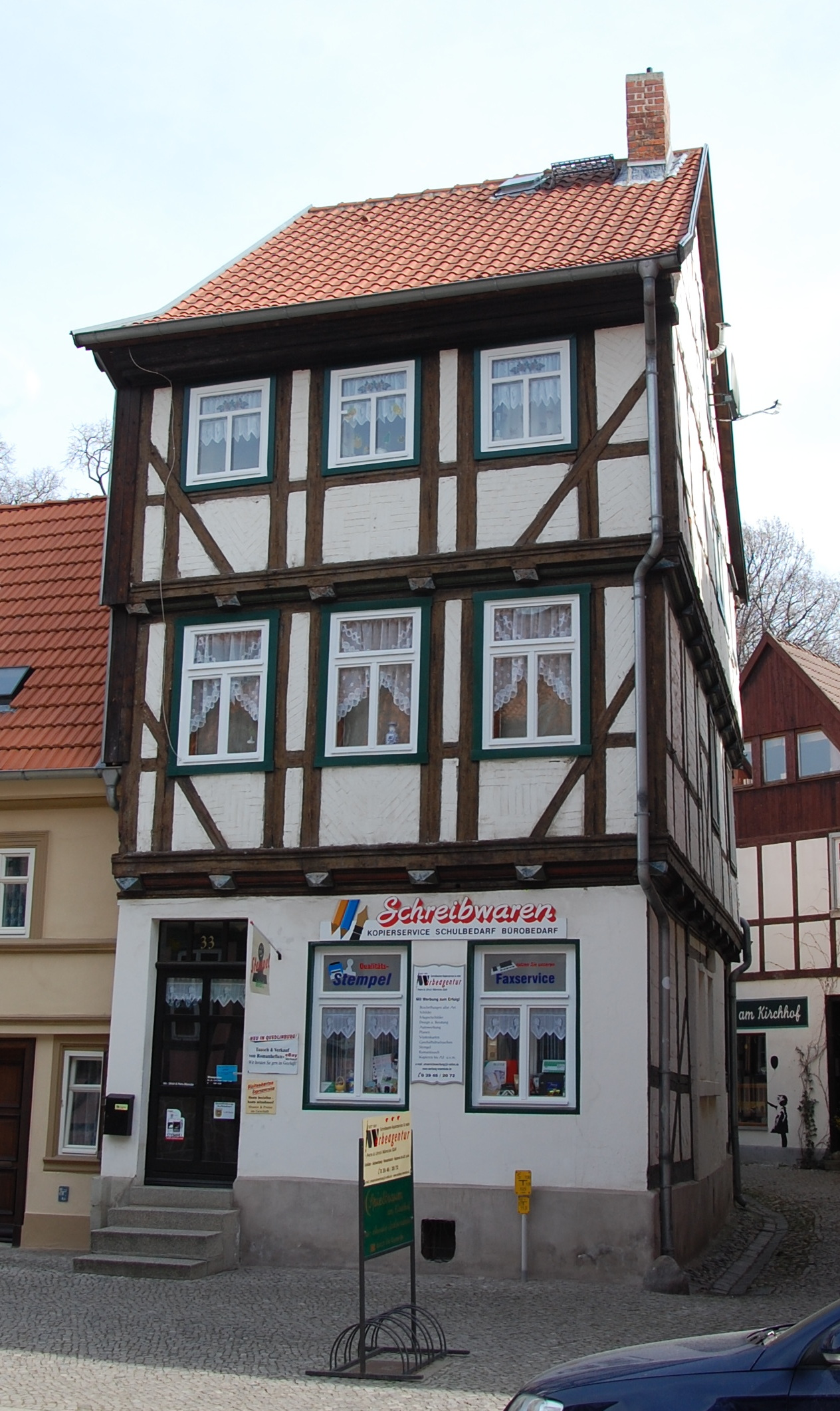
Haus Pölkenstraße 33

Das Haus Pölkenstraße 33 ist ein denkmalgeschütztes Gebäude in der Stadt Quedlinburg in Sachsen-Anhalt.

## Lage
Das Haus befindet sich in der historischen Quedlinburger Neustadt auf der Ostseite der Pölkenstraße in einer Ecklage. Unmittelbar südlich des Hauses führt ein Durchgang zur St. Nikolaikirche, in die Straße Neustädter Kirchhof. Das Haus ist im Quedlinburger Denkmalverzeichnis als Wohnhaus eingetragen und gehört zum UNESCO-Weltkulturerbe.

## Architektur und Geschichte
Das dreigeschossige Fachwerkhaus entstand in der Zeit um 1700. Die oberen Geschosse kragen jeweils etwas vor. Für die Bauzeit ungewöhnlich sind die an den oberen Stockwerken befindlichen Verschwertungen. Darüber hinaus finden sich zeittypische Verzierungen wie Zierausmauerungen in den Gefachen und Stockschwellen mit Gurtgesims. Um 1900 wurde das Erdgeschoss in massiver Bauweise erneuert.